# Lake Victoria

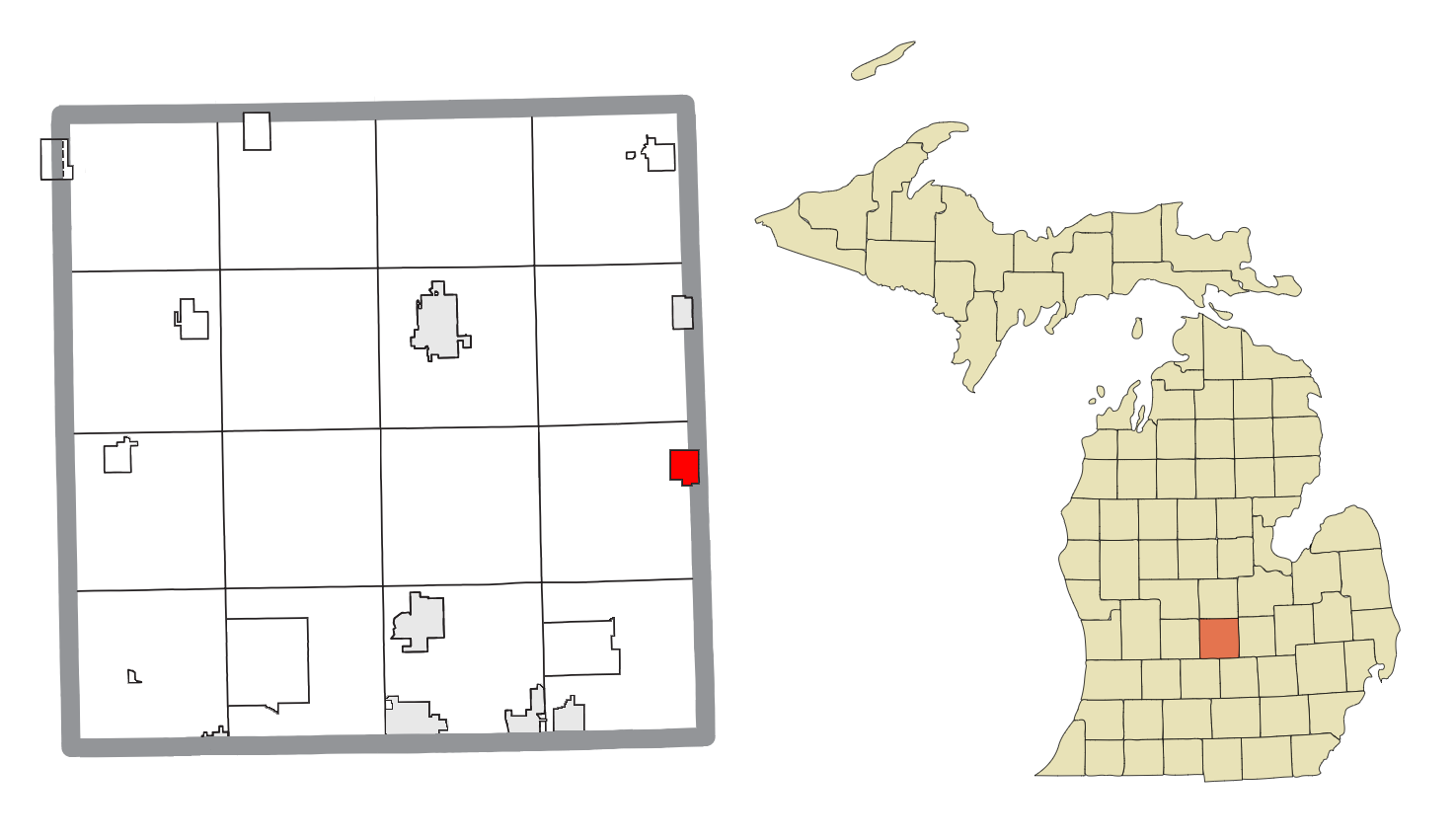
Dokładne położenie

Lake Victoria – jednostka osadnicza w Stanach Zjednoczonych, w stanie Michigan, w hrabstwie Clinton.